# Apamea rhaetonorica
Apamea rhaetonorica är en fjärilsart som beskrevs av Koch 1965. Apamea rhaetonorica ingår i släktet Apamea och familjen nattflyn. Inga underarter finns listade i Catalogue of Life.